# Schönhannchen mit dem goldenen Haar
Schönhannchen mit dem goldenen Haar ist ein Märchen (AaTh 531), das in Österreich und im französischen Sprachraum bekannt ist.

## Handlung
Die Kunde von der Schönheit und Geschicklichkeit der Schneiderstochter Schönhannchen mit dem goldenen Haar gelangte einst auch zum König, der daraufhin seinen Kanzler aussandte, um die Schöne zu ihm zu bringen. Unterwegs rettete dieser einen Raben vor Jägern und ein Fischlein vor einer Schlange, die ihm später dabei halfen Schönhannchens Bedingungen für eine Heirat zu erfüllen, nämlich einen verlorenen Ring aus einem See zu holen, einen dreiäugigen Riesen zu besiegen, der die Stadt der Schneiderstochter bedrohte, und etwas vom Wasser der Schönheit zu bringen. Bei der Suche nach dem Ring war dem Kanzler das Fischlein behilflich, dem Riesen konnte durch den Raben das mittlere Auge ausgestochen werden, sodass dieser nur noch ganz schwach war und leicht geköpft werden konnte, und auch bei der Beschaffung des Schönheitswassers, das von zwei Drachen bewacht wurde, half der Rabe, indem er etwas davon stahl.
Mit Schönhannchen auf dem Pferd ritt der Kanzler dann zurück zum König, den er jedoch schon unterwegs fand, überfallen von Räubern und mit seiner Tochter, die geblendet worden war. Da entdeckte er eine Quelle, die Blindheit heilte, und verhalf der Königstochter zur Genesung, woraufhin, zum Bedauern des traurigen Kanzlers, der Schönhannchen sehr mochte, die Hochzeit von ihr und dem König gehalten wurde. Später ließ der eifersüchtige König den Kanzler ins Gefängnis werfen, sodass es nun Schönhannchen war, die sehr traurig wurde. Als der König dann aber das Schönheitswasser seiner Gemahlin entdeckte, wusch er sich ebenfalls damit, wodurch er starb und woraufhin sich Schönhannchen den Kanzler als neuen Gemahl erwählte.

## Versionen und Hintergrund
Diese recht eigenwillige Version eines Brautwerbermärchens, die den Titel Schönhannchen mit dem goldenen Haar trägt, erschien 1867 in der Publikation Carinthia I, Zeitschrift des Kärntner Geschichtsvereins 57 und stammt von Franz Franzisci. Verglichen werden kann Ferenand getrü und Ferenand ungetrü der Brüder Grimm.
Marie-Catherine d’Aulnoys französische Version erhielt die Titel Die Schöne mit den goldenen Haaren und Schönchen Goldhaar.
Zur tschechischen Version des Märchens siehe Die Jungfrau Goldhaar.